# Kirche von Tjärstad

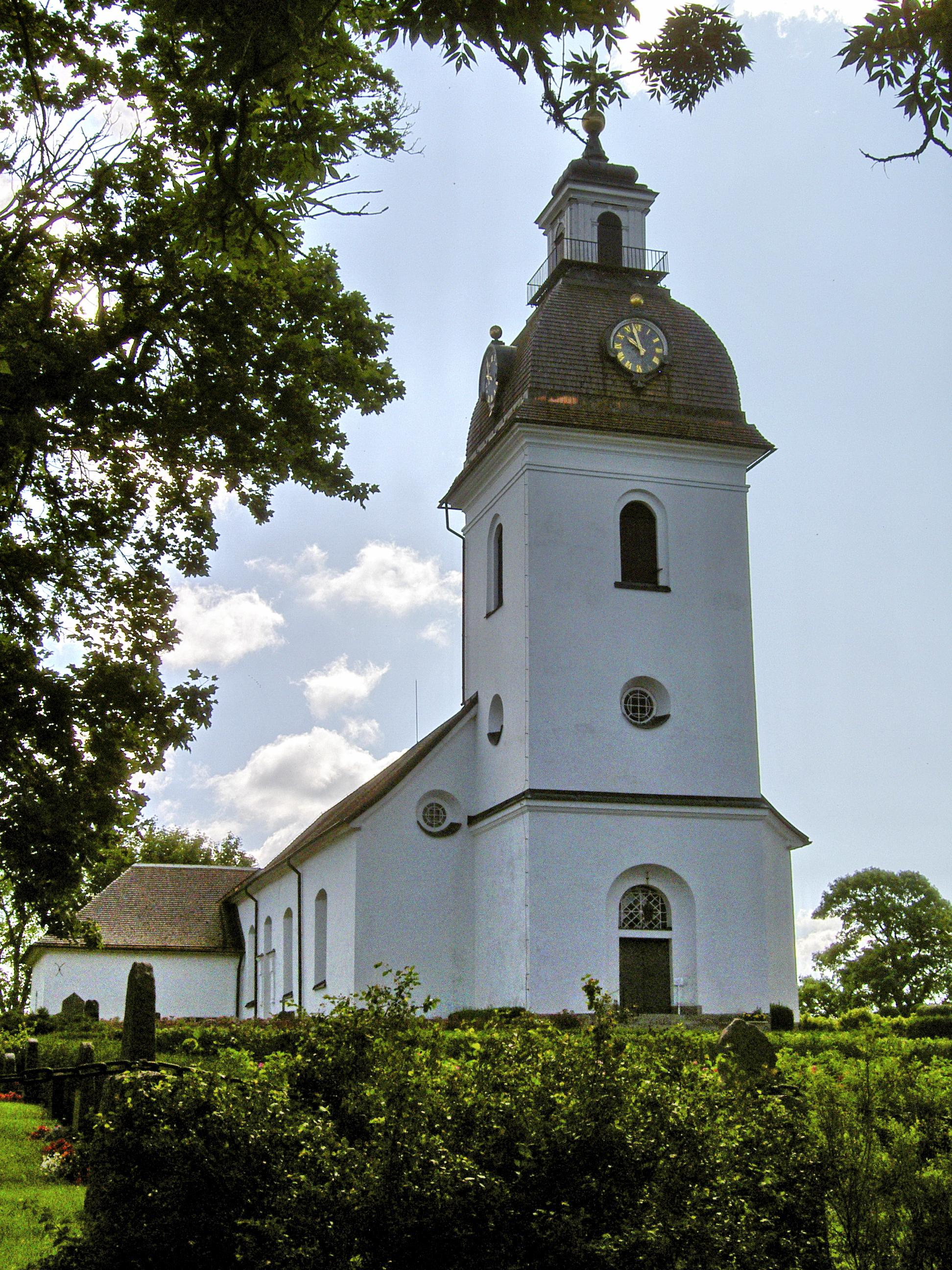
Die Kirche von Tjärstad heute

Die Kirche von Tjärstad (schwedisch Tjärstads kyrka) ist eine Kirche der Kirchengemeinde Rimforsa des Bistums Linköping und liegt in der Gemeinde Kinda der Provinz Östergötland.

## Geschichte
Bevor durch den Bau des Kinda-Kanals Anfang des 19. Jahrhunderts das Niveau des Åsunden Seensystems abgesenkt wurde, lag die Kirche am Ufer des wichtigen Seeweges zwischen Linköping und Gamleby (früher Västervik). An ihrer Stelle befand sich bis Ende des 18. Jahrhunderts eine Rundkirche (schwedisch rundkyrka) aus dem späten 12. Jahrhundert. Diese glich in ihrem Aussehen der alten Kirche von Vårdsberg. Über ihrem Rundhaus befand sich ein Holzturm und nördlich von ihr stand ein Glockenstapel.
Da die alte Rundkirche aufgrund des Gemeindezuwachses zu klein wurde, wurde 1733 ein Chorraum angebaut. Zwischen 1775 und 1778 wurde die alte Rundkirche abgerissen und an ihrer Stelle die heutige Kirche erbaut.
Dieser im Stil einer Saalkirche errichtete Bau besitzt eine ost-westliche Ausrichtung und besteht aus Naturstein und Ziegeln, sein Tonnengewölbe ist mit Holz verkleidet. An der Westseite wurde 1794–1795 ein Kirchturm angebaut. Im Osten befindet sich ein gerade abgeschlossener Chor in der gleichen Breite wie das Kirchenschiff. In einer Erweiterung an der Nordseite liegt die Sakristei. 

## Inventar
Die Kanzel und der Taufstein der alten Rundkirche sind erhalten geblieben. Sie stammen vom Ende des 17. Jahrhunderts und wurden von Henrik Werner und Petter Bengtsson Holm hergestellt. Das Altarretabel von 1781 war ein Geschenk von Reichsrat Melker Falkenberg und stellt als Motiv Jesus im Garten Getsemani dar. Es wurde von Wilhelm Fredrik Gottman geschaffen. Ein älteres Retabel von 1752 zeigt die Kreuzigung Jesu. 